# Acanthamoebidae
Acanthamoebidae је фамилија амебоидних протиста (царство Amoebozoa). Основне карактеристике представника ове фамилије су веома танак гликокаликс и присуство издужених и шиљатих субпсеудоподија (акантоподија). Ћелије поседују једно једро. Кретање се изводи цитоскелетом изграђеним од актина и миозина. Поседују цисте.
Поједине врсте из ове фамилије су патогени сисара, па и човека.